# Chilenische Badmintonmeisterschaft
Chilenische Badmintonmeisterschaften wurden erstmals 1997 ausgetragen. Mit den Chile International gibt es ebenfalls eine internationale Meisterschaft im Andenstaat.

## Die Einzelmeister
| Saison    | Herreneinzel      | Dameneinzel       | Herrendoppel                             | Damendoppel                               | Mixed                                     |
| --------- | ----------------- | ----------------- | ---------------------------------------- | ----------------------------------------- | ----------------------------------------- |
| 1997      | Mauricio Muñoz    | Natalia Villegas  | Mauricio Muñoz Juan Sobarzo Chaparro     | Natalia Villegas Pamela Macaya            | Ricardo Muñoz Toledo Susana Salinas Gomez |
| 2012      | Cristian Araya    | Chou Ting Ting    | Cristian Araya Esteban Mujica            | Chou Ting Ting Camila Macaya              | Cristian Araya Camila Macaya              |
| 2013      | Esteban Mujica    | Chou Ting Ting    | Iván León Esteban Mujica                 | Chou Ting Ting Camila Macaya              | Esteban Mujica Chou Ting Ting             |
| 2014      | Iván León         | Chou Ting Ting    | Cristian Araya Bastian Lizama            | Sara Megé Natalia Villegas                | Esteban Mujica Chou Ting Ting             |
| 2016      | Cristian Araya    | Camila Macaya     | Esteban Mujica Mauricio Muñoz            | Chou Ting Ting Camila Macaya              | Esteban Mujica Chou Ting Ting             |
| 2017      | Cristian Araya    | Constanza Naranjo | Alonso Medel Francisco Rojas             | Ashley Montre Javiera Torres              | Diego Castillo Belen Troncoso             |
| 2018      | Alonso Medel      | Ashley Montre     | Esteban Mujica Andrés Trigo              | Ashley Montre Constanza Naranjo           | Alonso Medel Camila Macaya                |
| 2019      | Alonso Medel      | Ashley Montre     | Iván León Cristian Araya                 | Ashley Montre Constanza Naranjo           | Alonso Medel Camila Macaya                |
| 2020 2021 | nicht ausgetragen | nicht ausgetragen | nicht ausgetragen                        | nicht ausgetragen                         | nicht ausgetragen                         |
| 2022      | Alonso Medel      | Ashley Montre     | Alonso Medel Benjamin Bahamondez Barraza | Ashley Montre Valentina Vasquez Rebolledo | Alonso Medel Ashley Montre                |
| 2023      | Alonso Medel      | Ashley Montre     | Alonso Medel Benjamin Bahamondez Barraza | Camila Astorga Carvajal Camila Macaya     | Alonso Medel Ashley Montre                |
| 2024      | Fernando Sanhueza | Ashley Montre     | Cristian Mario Araya Fernando Sanhueza   | Vania Diaz Ashley Montre                  | Fernando Sanhueza Ashley Montre           |